# Костунов, Илья Евгеньевич
Илья Евге́ньевич Костуно́в (род. 3 ноября 1980, Григориополь, Молдавская ССР, СССР) — российский общественный политический деятель, депутат Государственной думы 6 созыва от фракции «Единая Россия» (2011—2016), руководитель Всероссийского молодёжного образовательного форума «Селигер» (2008—2010). В настоящее время — заместитель генерального директора в Российском фонде развития информационных технологий (РФРИТ).
Также являлся комиссаром молодёжного движения «Наши» (2005—2011), членом комитета Госдумы по безопасности и противодействию коррупции (2011—2016), постоянным представитель РФ в ПА ОБСЕ (2011—2016), членом рабочей группы президиума Совета при Президенте Российской Федерации по противодействию коррупции.

## Биография
Родился 3 ноября 1980 года в посёлке городского типа Григориополь в Молдавской ССР, в семье военнослужащих. С 1981 года проживал в военном поселке Североморск-3, Мурманской области.
В 1998 году окончил школу № 8 и поступил в Санкт-Петербургский военный университет связи на факультет автоматизированных систем управления. В 2002 году, отчислился по собственному желанию, не окончив обучение.
В 2004 году с отличием окончил вечернее отделение факультета технической кибернетики Санкт-Петербургского государственного политехнического университета.
В 2006 году окончил магистратуру экономического факультета Европейского университета в Санкт-Петербурге и поступил в аспирантуру общеэкономического факультета Российского экономического университета имени Г. В. Плеханова.
4 декабря 2011 года по списку от Воронежской региональной группы партии Единая Россия и по квоте Общероссийского народного фронта (ОНФ) был избран депутатом Государственной думы РФ 6-го созыва.
В 2014 году окончил высшие курсы Военной академии Генштаба ВС РФ «Планирование войск».
В 2015 году Председатель Государственной Думы РФ Сергей Нарышкин объявил Костунову благодарность за значительный вклад в развитие законодательства и парламентаризма в РФ .
В 2016 году Костунов вошёл в состав рабочей группы по противодействию коррупции Союза журналистов России.
С марта 2017 года по настоящее время является советником руководителя фракции «Единая Россия» в Государственной думе РФ Сергея Неверова.
Финалист конкурса «Лидеры России» (2019).

## Депутатская деятельность
Автор поправок в ст. 151 Уголовно-процессуального кодекса РФ в части подследственности, и в ч. 1 и ч. 2 ст. 171.2 Уголовного кодекса РФ (Незаконная организация и проведение азартных игр).
Автор законопроекта о противодействии злоупотреблениям с вещдоками. (Срок изъятия предметов, не признанных вещественными доказательствами, включая электронные носители информации и документы, ограничат 10 днями).
Автор законопроекта увеличивающего наказание подпольным оружейникам: предложил внести изменения в статью 223 Уголовного кодекса РФ и увеличить срок заключения для группы лиц, установив его в диапазоне с трёх до семи лет.
Автор законопроекта об изменениях в ст. 54 Уголовного кодекса РФ, ст. 69 и 72 Уголовно-исполнительного кодекса РФ, запрещающего применение ареста к несовершеннолетним.
Автор поправок в ч.2 ст. 223, Уголовного кодекса: ужесточение наказания за незаконное изготовление, переделку или ремонт огнестрельного оружия, совершенные группой лиц.
Автор поправок в Кодекс об административных правонарушениях и закон «О СМИ». Илья Костунов предложил обязать представителей государственных органов, органов местного самоуправления, прочих организаций и общественных объединений отвечать на запросы от представителей СМИ, направленных по электронной почте.
Автор законопроекта ужесточающего наказание за неправомерный доступ из корыстных побуждений к охраняемой законом компьютерной информации, в ч.2 ст.272 Уголовного кодекса РФ.
Автор законопроекта расширяющего использования домашнего ареста, залога и запрета определённых действий вместо заключения под стражу. Законопроект был принят Государственной Думой.
Автор законопроекта об обхолощении, найденом и наградном оружии.
Правительство РФ поддержало законопроект Ильи Костунова, конкретизирующий понятие «состояние опьянения». Законопроектом предлагается дополнить перечень веществ, наличие которых в организме свидетельствует о нахождении лица в состоянии опьянения, аналогами наркотических средств и психотропных веществ, а также новыми потенциально опасными психоактивными веществами.
В 2013 году, предложил разработать инструкции для военнослужащих и госслужащих по пользованию сервисами Google, Apple, FaceBook и т. д. по вопросам связанным со службой, и необязательные рекомендации для использования в личных целях. Запрос Ильи Костунова связан с тем, что СМИ узнали о слежке Агентства национальной безопасности США за пользователями Сети. Как выяснили журналисты, это ведомство имело доступ ко всем данным, которые передавались через серверы крупнейших компаний, в том числе Microsoft, Google, Yahoo!, Facebook, YouTube, Skype, AOL, Apple. Власти подтвердили, что следили за иностранцами.
В 2012 году Илья Костунов предлагал создать «национальную почтовую систему», чтобы чиновники не пользовались сторонними сервисами. «Главное, чтобы эта услуга была полностью под контролем государства», — заявлял он. Также депутат предлагал ограничить использование смартфонов чиновниками. Кроме того, Костунов просил Федеральную антимонопольную службу проверить, не нарушает ли сервис Gmail (электронная почта Google) тайну переписки.
Депутат Илья Костунов в 2013 году призвал надзорные инстанции обратить внимание на деятельность компании Google, её сервис Google Translate позволял просматривать сайты внесённые в реестр запрещённых.
27 декабря 2013 года Приказом Министерства юстиции Российской Федерации депутат Илья Костунов был включён в состав рабочей группы президиума Совета при Президенте РФ по противодействию коррупции по взаимодействию со структурами гражданского общества.
Занял 37 место в Рейтинге законотворцев осенней сессии 2014 года составленном Институтом социально — экономических и политических исследований.
Один из авторов статьи Демократия через силу (соавторы: Александр Владимирович Сержантов — генерал-майор, заместитель начальника кафедры военной стратегии Военной академии Генерального штаба Вооружённых сил Российской Федерации, доктор военных наук, профессор, академик АВН. Сергей Васильевич Чварков — генерал-майор, заместитель начальника Военной академии Генерального штаба Вооружённых сил Российской Федерации по научной работе, доктор военных наук, профессор, академик АВН, член-корреспондент РАЕН.).

## Деятельность в Наших
Присоединился к молодёжному движению Идущие вместе, в 2005 году после реорганизации движения, уже в статусе комиссара, продолжил своё активное участие в молодёжном движении «Наши» и был командирован в Воронеж, где до 2007 года руководил Воронежским отделением движения «Наши», там же организовал и возглавил аналитическую группу «Костунов и партнёры».
2006 по итогам конкурса молодых учёных «Национального Института Высшая школа управления» стал преподавателем института. В 2006 возглавил образовательное направление движения «Наши».
В 2007—2008 годах в рамках молодёжного движения «Наши» организовал и возглавил федеральный проект КМС — «Кадры для модернизации страны», цель которого было подготовка будущих управленцев для новой России. Проект проводил конкурсы, образовательные лекции, уличные акции и организовывал стажировки для участников. Выезжал с движением «Наши» на федеральные акции в Москву.
В 2008—2011 годах работал советником руководителя ФАДМ Росмолодёжь Василия Якеменко, возглавлял межведомственный отдел, до сентября 2010 года возглавлял Всероссийский молодёжный образовательный форум Селигер. С 2008 года от агентства проводил работу по организации региональных молодёжных форумов. 17 декабря 2009 года в спорткомплексе Олимпийский под руководством Ильи Костунова и его команды прошёл форум победителей «Прорыв-2009», посвящённый итогу работы «года молодёжи», на котором выступил Дмитрий Медведев и другие деятели. На форуме были награждены специальными премиями успешные молодые предприниматели и общественные герои. Группу поддержки в количестве 20 тыс. человек составила молодёжь из других регионов, привезённых движением «Наши».
В 2011 году к парламентским выборам в рамках движения Наши организовал и возглавил общественный проект под названием «Антикоррупционный комитет СТОП КОРРУПЦИИ», 16 апреля этого года, в Москве на пр-т Академика Сахарова состоялась Федеральная акция под названием «Белые фартуки», состоящих из участников других проектов движения: «Наши-2.0», «Сталь», СтопХам, «Все Дома», Хрюши против, ДМД. Десятки тысяч участников поклялись не брать и не давать взятки. Все участники на акции находились в белых фартуках, которые по замыслу организаторов должны символизировать символ чистоты. Участники в рамках проекта должны были снять антикоррупционный ролик и разместить его на официальном сайте проекта (белыефартуки.рф). В начале 2012 года, сайт прекратил работу.
В 2019 году восстановил образовательный проект КМС «Кадры для модернизации страны» под новым названием «Школа молодого политика в Санкт-Петербурге», который существовал год.

## Награды
- почётный знак Министерства внутренних дел Российской Федерации «За содействие МВД России» (2013)
- медаль Министерства внутренних дел Российской Федерации «За вклад в укрепление правопорядка» (2015)

## Критика
27 августа 2012 года Геннадий Гудков и Илья Пономарёв опубликовали официальную выписку из ЕГРЮЛ, из которой следовало, что Илья Костунов является гендиректором ООО «Консалтинг Менеджмент Стратегия», в списке учредителей которой значится Василий Якеменко. В ответ на публикацию Костунов заявил, «что эта информация давно устарела и он не только не является его гендиректором, но и давно прекратил участвовать в управлении предприятием, хотя на настоящий момент депутат и владеет 33 % акций предприятия». Кроме того, он внес в Госдуму законопроект, в соответствии с которым в Единый государственный реестр юридических лиц (ЕГРЮЛ) должна быть включена в том числе и информация о сроке истечения полномочий директоров предприятий «чтобы люди нечестные или юридически неграмотные не могли вводить в заблуждение тысячи людей…ссылаясь на устаревшую запись в ЕГРЮЛ».
12 сентября объявив публикацию «Золотых кренделей» абсурдной, Илья Костунов опубликовал в своём блоге выписку из ЕГРЮЛ, в которой отсутствуют паспортные данные (во всех выписках ЕГРЮЛ отсутствуют паспортные данные), согласно которой Сергей Михайлович Миронов является гендиректором петербургского ООО «Арсенал групп». Сергей Миронов в ответ на это заявил, что речь идёт либо об однофамильце, либо о фальшивке, а пресс-служба СР заявила, что только в Санкт-Петербурге проживает 12 полных тёзок Миронова, а в Москве их — ещё 28 и назвала действия Костунова чёрным пиаром.
28 сентября 2012 года комиссия Госдумы по контролю за достоверностью сведений о доходах депутатов приняла решение направить запросы в правоохранительные и налоговые органы в отношении в том числе и Ильи Костунова. 13 декабря 2012 года Комиссия Госдумы по доходам приняла решение не проводить проверку в отношении Ильи Костунова, на основании ответов из налоговых органов и в связи с тем, что депутат предоставил дополнительные материалы, согласно которым с апреля 2010 г. он уже не является генеральным директором организации и компания не ведёт коммерческой деятельности.
31 октября 2012 года Костунов, своём письме на К.Эрнста, осудил высказывания Познера по делу Развозжаева. Костунов просил "дать возможность Познеру пояснить свою позицию, либо рассмотреть целесообразность дальнейшего предоставления эфирного времени на Первом канале." Газета «Известия» сообщили об этом, как о требовании Костунова уволить «известного тележурналиста, гражданина трёх стран» Владимира Познера с Первого канала из-за его высказываний о российском правосудии и следствии.
13 ноября в интервью сайту PublicPost Илья Костунов заявил, что «самый тупой депутат умнее среднестатистического гражданина». Позже Костунов извинился в своём твиттере за некорректное высказывание вырванное из контекста, и пообещал быть внимательнее.

## Личная жизнь
Женат. Супруга Ольга, дочь Светлана — (род.2010), сын Александр — (род.2013).